# El Carmen, Huiramba
El Carmen är en ort i Mexiko.   Den ligger i kommunen Huiramba och delstaten Michoacán de Ocampo, i den södra delen av landet, 240 km väster om huvudstaden Mexico City. El Carmen ligger 2 126 meter över havet och antalet invånare är 348.
Terrängen runt El Carmen är kuperad. Runt El Carmen är det ganska tätbefolkat, med 179 invånare per kvadratkilometer. Närmaste större samhälle är Pátzcuaro, 16,0 km väster om El Carmen. I omgivningarna runt El Carmen växer huvudsakligen savannskog.